# Shilipu, Peking
Shilipu (kinesiska: 十里堡) är en köping i Kina. Den ligger i stadsdistriket Miyun i Pekings storstadsområde, i den norra delen av landet, omkring 58 kilometer nordost om stadskärnan. Antalet invånare är 25 086. Befolkningen består av 11 871 kvinnor och 13 215 män. Barn under 15 år utgör 9,0 %, vuxna 15-64 år 82 %, och äldre över 65 år 8,0 %.